# 二宮丁三
二宮 丁三（にのみや ていぞう、1887年 - 1951年）は、日本の商学者。第3代兵庫県立神戸高等商業学校校長や、同校が大学に昇格して設立された兵庫県立神戸商科大学の学長事務取扱を経て、初代共立女子大学学長を務めた。

## 人物・経歴
群馬県出身。群馬県立前橋中学校（現群馬県立前橋高等学校）を経て、1911年東京高等商業学校（現一橋大学）本科卒業。1914年同校専攻部商工経営科卒業。1926年から2年間文部省在外研究員としてイギリスに留学し、山口高等商業学校教授兼山口市参事会員を経て、1941年兵庫県立神戸高等商業学校校長。同年叙正四位。令名高く、1948年には兵庫県立神戸商科大学学長事務取扱を兼務した。同年に退官後は、共立女子専門学校校長を経て、共立女子大学学長を務め、1951年に病気のため退任した。

## 著書
- 『改正所得税計算法』経済社 1920年
- 『商業政策』文雅堂 1923年
- 『新編商業算術 上卷,下卷』冨山房 1936年